# La stella degli elfi
La stella degli elfi è un romanzo fantasy scritto da Margaret Weis e Tracy Hickman pubblicato nel 1990. È il secondo capitolo del ciclo di Death Gate.

## Trama
Pryan, il Mondo di Fuoco, non segue un'orbita attorno ad una stella, almeno non nella maniera normale. Esso è una gigantesca sfera di roccia che contiene quattro soli (simile ad una Sfera di Dyson, anche se viene trascurata la questione delle radiazioni nocive) e dove è sempre giorno. Il "suolo" non è propriamente un suolo, ma piuttosto muschio e foglie di alberi alti chilometri; la maggior parte della popolazione non conosce nemmeno dove sia il suolo reale o persino se veramente esista. Sebbene non ci sia la notte, sono visibili delle "stelle", piccoli puntini di luce che appaiono sporadicamente nel cielo, alcuni che sembrano bruciare, altri più persistenti.
Paithan Quindiniar, un mercante di armi magiche elfiche, fa un accordo con una coppia di contrabbandieri umani, i fratellastri 
Roland e Rega Redleaf, che come copertura fingono di essere sposati. I due accompagnano Paithan dall'acquirente nano delle armi tentando di truffarlo. Durante il viaggio, Rega avrebbe il compito di sedurre Paithan, ma con grande sorpresa lei, i due si innamorano veramente, sebbene la loro relazione sia minacciata dal pregiudizio e le tensioni razziali. La situazione precipita quando la carovana viene assalita dai Titani, giganteschi legnosi umanoidi senza occhi e dotati di rozze rune difensive. Questi Titani ripetono ossessivamente sempre la stessa domanda: «Dov'è la Cittadella?» e, se non ottengono risposta, distruggono tutto quello che capita loro a tiro. Il gruppo non riesce a trovare una risposta soddisfacente, ma viene salvato dall'arrivo dell'acquirente nano, Drugar, così i quattro si dirigono verso la casa di Paithan. Drugar ha comunque un'ulteriore motivazione: i Titani hanno sterminato tutta la sua gente, dato che non aveva adeguati mezzi di difesa visto che i Redleaf non sono riusciti a vendergli le armi di Quindiniar in tempo.
Le condizioni dell'abitazione di Quindinian si sono deteriorate. il padre di Paithan, Lenthan, è ossessionato dalla missilistica, dato che è sicuro che la sua defunta moglie viva ora sulle stelle (una credenza eretica diffusa tra gli elfi di Pryan). La figlia maggiore di Lenthan, Calandra, è una zitella acida infuriata dal fatto che il fratello abbia accolto degli umani in casa. Sua sorella più giovane, Aleatha continua ad essere quello che è sempre stata, una giovane estremamente carina, ma vuota, pigra e vanitosa. Lenthan ha cercato un esperto umano di missilistica, ma invece ha trovato Zifnab, un tizio barbuto bizzarro che da segni evidenti di senilità specialmente da quando pretende di essere una tale James Bond un momento e una certa Dorothy Gale un altro. Il suo "cane" Toto (in realtà uno dei draghi nativi di Pryan) passa la maggior parte del tempo a guidarlo e rimetterlo sulla retta via. Infine l'ultimo arrivato in famiglia è Haplo. La sua dragonave si dimostra estremamente utile all'arrivo dei Titani; persino la magia runica di Haplo non riesce a sconfiggerli e Calandra decide ostinatamente di rimanere indietro durante la fuga.
Haplo decide la rotta, su suggerimento di Zifnab, per una delle piccole stelle del cielo. Il periodo del viaggio è per lo più occupato dalle storie sentimentali: Paithan e Rega lottano per gestire la loro relazione, Aleatha e Roland quasi riescono a resistersi usando tutta la loro forza e Haplo stesso ha dei flashback del tempo in cui era nel Labirinto e della donna che lì aveva incontrato; essi erano diventati amanti ed avevano viaggiato insieme per un certo periodo e quando Haplo aveva cominciato a sospettare che lei portasse in grembo suo figlio si erano separati. Il fatto di non averla più rivista per anni non lo disturba. O così egli si dice.
Arrivati alla stella bianca, Haplo scala una montagna fino ad una lucente città abbandonata che è quasi identica al Nexus. Dopo aver lasciato i mensch, entra nella fortezza centrale scopre una gran quantità di dati sulla natura dei mondi, anche se i Sartan sono tutti scomparsi. Poi parte per la Porta della Morte e per la sua missione successiva.
Nel frattempo Zifnab apparentemente si sacrifica per salvare i Readleaf, i Quindiniars e Drugar dal suo drago; spinge così i mensch alle porte della cittadella che Drugar è capace di aprire con un amuleto inscritto con rune Sartan. I mensch sono ora al sicuro, fatto che Zifnab, sano e salvo, festeggia col suo fidato drago.

## Edizioni
- Margaret Weis e Tracy Hickman, La stella degli elfi, traduzione di Pietro Ferrari, collana Oscar Bestsellers, Arnoldo Mondadori Editore, 1995,  p. 313, ISBN 88-04-39433-1.